# Acrotrichis
Genre
Acrotrichis est un genre de coléoptères de la famille des Ptiliidae.

## Synonymes
Acrotrichis a pour synonymes selon IRMNG (26 février 2021) :
- Acratrichis Motschoulsky, 1850
- Acrotripteryx Brèthes, 1915
- Capotrichis Johnson, 1969
- Cleopteryx Gistl, 1857
- Ctenopteryx Flach, 1889
- Flachiana Sundt, 1969
- Macdonaldium Abdullah & Abdullah, 1967
- Trichopteryx Kirby, 1826

## Liste des espèces et sous-genres
Selon BioLib (26 février 2021) :
- sous-genre Acrotrichis (Acrotrichis) Motschulsky, 1848
  - Acrotrichis atomaria (De Geer, 1774)
  - Acrotrichis brevipennis (Erichson, 1845)
  - Acrotrichis danica Sundt, 1958
  - Acrotrichis dispar (Matthews, 1865)
  - Acrotrichis fascicularis (Herbst, 1793)
  - Acrotrichis inconspicua (A. Matthews, 1874)
  - Acrotrichis intermedia (Gillmeister, 1845)
  - Acrotrichis minuscula Johnson, 1969
  - Acrotrichis pumila (Erichson, 1845)
  - Acrotrichis sericans (Heer, 1841)
  - Acrotrichis thoracica (Waltl, 1838)
- sous-genre Acrotrichis (Ctenopteryx) Flach, 1889
  - Acrotrichis grandicollis (Mannerheim, 1844)
  - Acrotrichis montandoni (Allibert, 1844)
- sous-genre Acrotrichis (Flachiana)
  - Acrotrichis superbioides Johnson, 1969
- Acrotrichis absona Darby, 2014
- Acrotrichis africana Johnson, 1969
- Acrotrichis africanoides Johnson, 1969
- Acrotrichis arnoldi Rosskothen, 1935
- Acrotrichis australica (Deane, 1930)
- Acrotrichis barclayi Darby, 2014
- Acrotrichis bibula Darby, 2014
- Acrotrichis boothi Darby, 2014
- Acrotrichis caphalotes (Allibert, 1844)
- Acrotrichis cervina (Deane, 1931)
- Acrotrichis clareae Darby, 2014
- Acrotrichis cognata (Matthews, 1877)
- Acrotrichis colini Darby, 2014
- Acrotrichis cursitans (Nietner, 1856)
- Acrotrichis cuspida Darby, 2014
- Acrotrichis difficilis Darby, 2014
- Acrotrichis discoloroides Johnson, 1969
- Acrotrichis exigua Darby, 2014
- Acrotrichis grandis (Deane, 1932)
- Acrotrichis hammondi Darby, 2014
- Acrotrichis heissi Darby, 2014
- Acrotrichis henrici (Matthews, 1872)
- Acrotrichis hova Darby, 2014
- Acrotrichis impressa Darby, 2014
- Acrotrichis insularis (Mäklin in Mannerheim, 1852)
- Acrotrichis josephi (Matthews, 1872)
- Acrotrichis lacrimosa Darby, 2014
- Acrotrichis lauta Darby, 2014
- Acrotrichis logunovi Darby, 2014
- Acrotrichis lucidula Rosskothen, 1935
- Acrotrichis magnifica Darby, 2014
- Acrotrichis malitiosa Darby, 2014
- Acrotrichis matthewsi (Wollaston, 1864)
- Acrotrichis norfolkensis (Deane, 1931)
- Acrotrichis norvegica Strandt, 1941
- Acrotrichis obscura Darby, 2014
- Acrotrichis parva Rosskothen, 1935
- Acrotrichis perexigua Darby, 2014
- Acrotrichis perfida Darby, 2014
- Acrotrichis quadrilatica (Deane, 1932)
- Acrotrichis rosskotheni Sundt, 1971
- Acrotrichis rugulosa Rosskothen, 1935
- Acrotrichis sanctaehelenae Johnson, 1972
- Acrotrichis silvatica Rosskothen, 1935
- Acrotrichis sitkaensis (Motschulsky, 1845)
- Acrotrichis sjobergi Sundt, 1958
- Acrotrichis strandi Sundt, 1958
- Acrotrichis strenua Darby, 2014
- Acrotrichis subafricana Darby, 2014
- Acrotrichis suecica Sundt, 1958
- Acrotrichis tampoketsae Darby, 2014
- Acrotrichis terminalis Darby, 2014
- Acrotrichis truncata Darby, 2014
- Acrotrichis tuberosa Darby, 2014
- Acrotrichis umbricola Wollaston, 1854
- Acrotrichis volans (Motschulsky, 1845)
- Acrotrichis walkomi (Deane, 1931)
- Acrotrichis wollastoni (Matthews, 1865)